# Résistance négative
 (février 2015).
Si vous disposez d'ouvrages ou d'articles de référence ou si vous connaissez des sites web de qualité traitant du thème abordé ici, merci de compléter l'article en donnant les références utiles à sa vérifiabilité et en les liant à la section « Notes et références ».

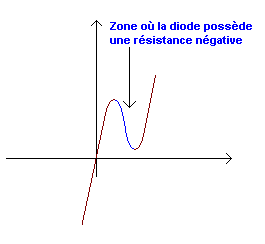
Courbe caractéristique de la diode tunnel.

Une résistance négative est une propriété de certains circuits électriques ou matériaux pour lesquels, sur une certaine plage, le courant qui les traverse diminue quand la tension augmente .
On donne aussi le nom de résistance négative à des montages convertisseurs d'impédance négative (NIC) construits à l'aide d'amplificateurs fonctionnant avec une rétroaction positive et qui se comportent comme des « résistances actives ».

Montage convertisseur d'impédance négative (NIC)

Le montage se comporte comme une résistance linéaire active c'est-à-dire un générateur dont la f.e.m. serait proportionnelle au courant qui le traverse. L'intérêt c'est que, associé en série avec une résistance de même valeur, il annule les effets d'amortissement de celle ci.
C'est pourquoi ce montage est utilisé dans les oscillateurs et les filtres actifs pour annuler la dissipation d'énergie provoquée par les résistances des bobines utilisées.

## Applications
Les résistances négatives sont souvent utilisées dans les oscillateurs comme l'oscillateur Colpitts ou un pont de Wien.